# João Sousa
João Sousa (Guimarães, 1989. március 30. –) portugál hivatásos teniszező. Ő  hazája legsikeresebb férfi teniszezője. Karrierje során 2 egyéni ATP tornát nyert.

## ATP-döntői

### Egyéni

#### Győzelmei (2)
| Összesítés                                            | Összesítés |
| ----------------------------------------------------- | ---------- |
| Grand Slam-torna                                      | (0)        |
| ATP World Tour Masters 1000 / ATP Masters Series      | (0)        |
| ATP World Tour 500 Series / International Series Gold | (0)        |
| ATP World Tour 250 Series / International Series      | (2)        |
| ATP World Tour Finals / Tennis Masters Cup            | (0)        |

|   | Dátum                | Torna                               | Borítás         | Ellenfél a döntőben   | Eredmény a döntőben |
| 1 | 2013. szeptember 29. | Proton Malaysian Open, Kuala Lumpur | Kemény (fedett) | Julien Benneteau      | 2–6, 7–5, 6–4       |
| 2 | 2015. november 1.    | Valencia Open 500, Valencia         | Kemény (fedett) | Roberto Bautista Agut | 3–6, 6–3, 6–4       |

#### Elvesztett döntői (5)
|   | Dátum                | Torna                              | Borítás         | Ellenfél a döntőben | Eredmény a döntőben |
| 1 | 2014. július 13.     | Swedish Open, Båstad               | Salak           | Pablo Cuevas        | 2–6, 1–6            |
| 2 | 2014. szeptember 21. | Moselle Open, Metz                 | Kemény (fedett) | David Goffin        | 4–6, 3–6            |
| 3 | 2015. május 23.      | Geneva Open, Genf                  | Salak           | Thomaz Bellucci     | 6–7(4–7), 4–6       |
| 4 | 2015. július 26.     | Croatia Open Umag, Umag            | Salak           | Dominic Thiem       | 4–6, 1–6            |
| 5 | 2015. szeptember 27. | St. Petersburg Open, Szentpétervár | Kemény (fedett) | Miloš Raonić        | 3–6, 6–3, 3–6       |

## Eredményei Grand Slam-tornákon
| Grand Slam | Australian Open | Australian Open | Roland Garros | Roland Garros     | Wimbledon | Wimbledon       | US Open  | US Open           |
| Év         | Eredmény        | Utolsó ellenfél | Eredmény      | Utolsó ellenfél   | Eredmény  | Utolsó ellenfél | Eredmény | Utolsó ellenfél   |
| 2012       | –               | –               | 1.kör         | Marcel Granollers | –         | –               | –        | –                 |
| 2013       | 2.kör           | Andy Murray     | 2.kör         | Feliciano López   | –         | –               | 3.kör    | Novak Đoković     |
| 2014       | 1.kör           | Dominic Thiem   | 1.kör         | Novak Đoković     | 1.kör     | Stan Wawrinka   | 2.kör    | David Goffin      |
| 2015       | 2.kör           | Andy Murray     | 2.kör         | Andy Murray       | 1.kör     | Stan Wawrinka   | 1.kör    | Ričardas Berankis |

## Év végi világranglista-helyezései
| Év       | 2008 | 2009 | 2010 | 2011 | 2012 | 2013 | 2014 |
| Helyezés | 592  | 443  | 244  | 192  | 101  | 49   | 54   |